# Jamie Anderson (Kameramann)
James M. „Jamie“ Anderson (* in New York City) ist ein US-amerikanischer Kameramann und Enkel des US-amerikanischen Dramatikers Maxwell Anderson.

## Leben
Obwohl Jamie M. Anderson als Enkel des Dramatikers Maxwell Anderson und Sohn eines Fernsehregisseurs in New York City aufwuchs, strebte er ein Studium der Architektur an der Syracuse University an, welches er allerdings nach dem ersten Jahr wieder abbrach. Im Sommer wechselte er wegen des Studiums als Kameramann zur New York University. Mit Hilfe der Kontakte seines Vaters bekam er seinen Assistentenjob bei Howard Zieff, mit dem er einige Werbespots drehte. Nachdem er ohne Abschluss die Universität verlassen hatte, wurde er von seinem Kommilitonen Jon Davison zu Roger Corman vermittelt, bei dem er als Kameraassistent bei Low-Budget-Filmen arbeitete. Über weitere Engagements als Dokumentar- und Werbefilmer waren es 1976 die beiden Komödien Hollywood Boulevard und The Great Texas Dynamite Chase, bei denen Anderson erstmals eigenverantwortlich als Kameramann arbeitete. Seitdem war er vor allem als Kameramann für Kinofilme wie Immer noch ein seltsames Paar , Small Soldiers und The Girl Next Door tätig.

## Filmografie (Auswahl)
- 1976: Hollywood Boulevard
- 1976: The Great Texas Dynamite Chase
- 1978: Jeans, Teens und Luftballons (Malibu Beach)
- 1978: Piranhas (Piranha)
- 1992: Fatale Begierde (Unlawful Entry)
- 1993: Tina – What’s Love Got to Do with It? (What's Love Got to Do with It)
- 1995: (K)ein Vater gesucht (Man of the House)
- 1996: Nicht schuldig (The Juror)
- 1997: Ein Mann – ein Mord (Grosse Pointe Blank)
- 1998: Immer noch ein seltsames Paar (The Odd Couple II)
- 1998: Small Soldiers
- 1998: The Temptations – Aufstieg in den Popolymp (The Temptations)
- 2000: Die Flintstones in Viva Rock Vegas (The Flintstones in Viva Rock Vegas)
- 2000: The Gift – Die dunkle Gabe (The Gift)
- 2001: Ein Kuss mit Folgen (Prince Charming)
- 2001: Jay und Silent Bob schlagen zurück (Jay and Silent Bob Strike Back)
- 2002–2007: Crossing Jordan – Pathologin mit Profil (Crossing Jordan) (Fernsehserie, 34 Episoden)
- 2003: Bad Santa
- 2004: The Girl Next Door
- 2006: Art School Confidential
- 2006: Comeback Season
- 2009: Happy Tears